# 鈴本演芸場

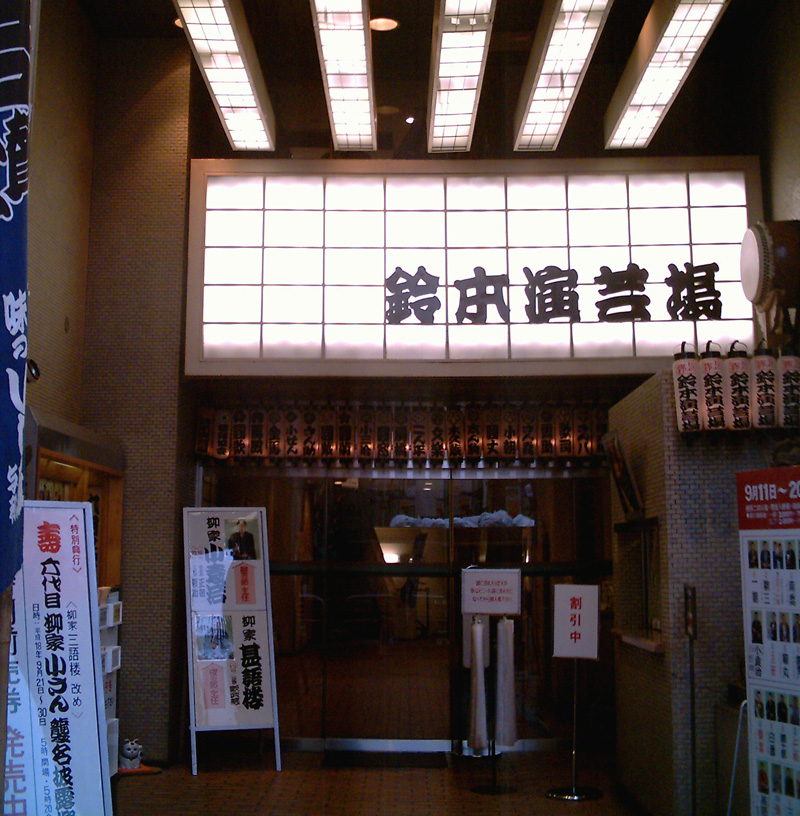
鈴本演芸場 正面入口（2006年9月12日）

鈴本演芸場（すずもとえんげいじょう）は、東京都台東区上野二丁目上野鈴本ビルにある寄席。経営は株式会社鈴本演芸場。
都内にある落語定席の一つであり、落語を中心に色物芸も多数上演する。他の寄席とは違い、ごく一部の例外を除き落語協会所属の芸人しか出演しない。

## 歴史
江戸期の安政四年（1857年）、軍談席本牧亭が上野広小路に開設された。創業者は現席亭の祖先で、三代目本牧屋仙之助（またの名を龍助）という。明治維新後に平民苗字必称義務令が出ると、龍助を含む一族は鈴木姓を名乗ったが、住民の宗教信者によるお題目の大声唱が場内にまで響き、営業の支障になった。初代席亭は一計を案じて「本牧亭」を閉鎖し、別の落語・色物の席を造った。席の名称は鈴木と本牧を合せて、「鈴本亭」とした。関東大震災後に現在地に移転。
「鈴本演芸場」への改称時期は不明だが、
- 「東京演芸場組合員名簿」（1926年）には「鈴本亭」の記述がある。
- 1952年6月のプログラム[2]には「上野鈴本演藝場番組」としてある。
- 1953年に戦災による焼失から再建された宗吾殿（台東区寿）の石柵に彫り込まれた寄進者の名前の中には複数の演芸場や演芸関係者の名前が散見されるが、その中の一柱に「上野鈴本亭」としてある。

2024年（令和6年）4月1日、「有限会社鈴本演芸場」を「株式会社鈴本演芸場（旧社名：有限会社鈴本ビルデイング）」と合併して有限会社を解散、株式会社を継続する形で株式会社に登記を変更した。

## 概要

### 外観
- 上野広小路に面する。入居するビルは保有物件である。
- 一階入り口にある切符売り場の上が太鼓櫓になっている。前座が開演前の呼び出し太鼓、終演後の追い出し太鼓を、この太鼓櫓で叩く様子を見ることができる。
- 2021年5月中席より、窓口に自動券売機を導入している。

### 内部
- 座席数285。すべて椅子席、飲食用テーブル付属。
- 2Fに自動販売機（酒あり）、3Fが客席と売店。4Fがお手洗い。
- エレベーター（1基のみ）で行き来ができる。
- 1Fと3Fを結ぶエスカレーターがある。開場時には上りに、終演後は下りとなる。

### 興行
- 通常興行は全席自由席。入れ替え制。
- 特別興行では全席座席指定。チケットぴあで前売りされる。
- 正月・お盆などは特別企画・特別興行となる。
  - 落語家の栄誉とされる、初席の主任は2025年は、一部・柳家さん喬（落語協会会長）、二部・古今亭菊之丞、三部・柳家三三である。
  - お盆の特別興行の夜の部では柳家さん喬・三代目柳家権太楼が交互で主任を務める「さん喬・権太楼特選集」が吉例となっている。
- 2021年現在、ほぼ落語協会所属の芸人だけで興行を打っている（後述）。

### 番組
毎月10日ごとに出演者・演目が入れ替えられている。
- 上席（かみせき）1日～10日
- 中席（なかせき）11日～20日
- 下席（しもせき）21日～30日

新型コロナによる影響で夜の部が一時休演となり、その後2022年に再開して以降、夜の部の主任演者は基本的に「根多（ネタ）出し」として演目を事前に公表する興行が主流となった（真打昇進披露興行など一部を除く）。また、桃月庵白酒や柳家喬太郎のように事前にいくつかの演目を予め提示し、演目をファン投票で決めたり、当日の客による抽選で演目を決定するなどの試みもされている。
31日のある月（「大の月」、1・3・5・8・10月）は余一会が行われる（余一会も基本的に落語協会所属者が出演）。ごく稀に小の月（31日がない月）の最終日の夜興行を「鈴本30日会」として、余一会同様の特別興行を組むこともある。毎年7月31日は落語協会の「夏の寄り合い」（所属会員による総会）が行われるため、この日は余一会もなく休業となる。毎年12月下席は26日（2021年より）までの興行となり「年末特別企画公演」と銘打たれた特別編成となる。近年の年末最終公演（26日夜の部）は「金原亭馬生一門会」となっている（27～31日までは正月初席準備のため休業）。
なお、2021年4月より2023年3月まで都内の定席では唯一月曜が定休日となっていた（月曜が祝日に当たる場合や、初席やお盆などの特別興行は例外で月曜日も営業する）。

### 早朝寄席
落語協会の二つ目が出演。自主興行で運営され、日曜日に開催。10時開演、11:30前後終了。入場料500円。一回の開催で二つ目の落語家が4人上がる。建物管理の都合上、2018年9月30日をもっていったん休止となっている。

## 他協会との関係
都内の他の定席寄席（新宿末廣亭、浅草演芸ホール、池袋演芸場）と違い、落語芸術協会の興行は行われていない。
当初は他の寄席と同様に落語協会と落語芸術協会が交代で興行を行っていたが、興行成績不振のため落語協会と合同での番組編成を落語芸術協会に席亭が提案したところ芸協との確執が生じ、絶縁した。1984年9月以降、芸協の興行は途絶えたままで、実質的に落語協会専用寄席となっている（後述）。
また、他の寄席で行われている五代目圓楽一門会、落語立川流所属落語家の例外的な出演（興行は打てないが、他協会の興行への出演、余一会への出演など）も、鈴本演芸場は原則認めていない。上方落語協会所属の落語家は、出演例がある。年に数回余一会で行われている「落語教育委員会」の新メンバーに選ばれた圓楽一門会所属の三遊亭兼好は、鈴本演芸場には出演できないため、当所で行われる落語教育委員会の興行には必ず、落語協会所属の落語家をゲスト出演させている。
また、2021年以降、落語協会所属の講談師（主に宝井琴調）の主任興行の場合は、他に2名程度日替わりで講談協会・なみはや講談協会所属の真打・二ツ目の講談師が出演することがある。

### 落語芸術協会との絶縁
かつては落語芸術協会も定席興行を1984年8月まで行っており、毎月10日間交替で落語協会と交互で使用していた。
転機となったのが1983年上半期に鈴本が赤字を計上したことで経営改善のため、番組のテコ入れを図る必要に迫られた。データ解析の結果、落語協会の定席興行に比べ、落語芸術協会の定席興行では動員や売り上げ面で落語協会に水をあけられている事が明らかになった。そこで1983年末には当時の鈴本の席亭である鈴木肇は、芸協の理事を招いて実情を説明したうえで、打開策として「芸協の番組に落語協会の芸人を応援として出演させて強化改善したい」と翌1984年3月からの混合番組導入を提案した。この事は長らく慣例となっていた二つの協会の10日間交替興行のうち、一方の協会の興行を改善のために手を入れるという「変則的な改善対策」でもあり、鈴本にとっても歴史的に大きな決断でもあった。
しかし、芸協側はこの申し出に難色を示し、実施時期を翌年6月まで延期をするよう要望し、一旦は鈴本側も受け入れた。その後、芸協側はさらに同年9月まで結論延期を申し入れた。芸協側の思惑としても、落語協会側から応援出演する落語家が幹部クラスではなく、当時は売り出し中の若手真打であった三代目柳家権太楼や五街道雲助であったことから「格が低すぎる」として芸協内から鈴本への不信感を招いた上に、プライドを傷つけられた落語協会への敵愾心を持つ芸人も少なからずおり、徐々に態度を硬化させていった。芸協は年末となる12月下席の同場の定席を受け持っていたが、既に鈴本側が主導権を持つプロデュース興行という形で顔付けの既得権を失っていたことも、芸協が鈴本に対する不信感を増大させる要因ともなっていた。
鈴本側は当初は半数の落語協会からの応援出演を計画しており、それを4人まで下げる譲歩案を提示していたが、芸協側の態度硬化により対立が表面化するようになり、1984年6月26日付の芸協側から全幹部の連名で鈴本へ提出された要望書には「落語協会からの応援出演は3名までとし、いずれも理事以上の芸人」「出演料はまず鈴本から芸協に支払い、（芸協の取り分を差し引いた後に）落語協会の応援出演者に『割』という形で芸協から支払う」事を明記したうえで、「これらが受け入れられない場合は芸協としては鈴本への出演を辞退する」と強硬に申し入れた。これにより芸協と鈴本の関係がさらに悪化する形となった。水面下では落語協会から理事である三代目三遊亭圓歌や四代目三遊亭金馬（後の二代目三遊亭金翁）が仲介に入る動きもあったが、芸協側から「落語協会と鈴本は結託している」と受け取られてしまい事態は好転せず、同年7月9日に新宿末廣亭で行われた芸協の臨時総会では、芸協会員の総意という形で「鈴本への出演ボイコット」が決議された。これにより同年8月下席（21-30日）の同所の定席興行を最後に、落語芸術協会は鈴本演芸場から撤退した。芸協はこれにより、新宿末廣亭と浅草演芸ホール、さらに定席に準じていた国立演芸場の3か所での定席興行で回す形となった（池袋演芸場とは1970年の段階で不入りのため、この時点では同様に絶縁状態が続いていた。芸協としての定席出演再開は1993年12月より）。この騒動の余波として、寄席への出演機会を求めて、芸協から桂文朝、三代目桂文生、桂南喬と文生の弟子の桂きん治（現：桂扇生）が同年12月に芸協を離脱し、翌1985年1月1日付で落語協会に移籍（当初は客分扱いから後に正会員へ移行）する事態も起きている。
その後、芸協は鈴本の近隣にある御徒町駅前の吉池の和室を貸借して催した『吉池土曜落語会』を鈴本の代替とし、さらに1996年5月に永谷商事が上野広小路に開設した「お江戸上野広小路亭」に移り定席興行を行っている（この経緯があるため、お江戸上野広小路亭には落語協会員は原則として出演できない）。2024年の現在に至るまで両者の関係改善には至っておらず、芸協芸人の鈴本への出演は絶縁以来皆無である。もっとも鈴本側は「うちから出てくれるなとは言ってないから、戻りたいって言ってくれればいつでも戻ってほしい」とのスタンスではある。

## 通常興行の料金
（2025年6月改定）※改定した料金のみ。
- 一般 3,000円→3,500円
- 学生料金の適用を24歳まで→30歳までに変更。
- 主任のチラシ・ハガキ等の提示／「東京かわら版」提示による割引額  200円→ 500円、割引対象を学生にも拡大

（2019年10月改定）
- 一般 3,000円
- 学生 2,500円（中学生以上、24歳まで・要学生証提示）
- 小人 1,500円（未就学児は入場不可・小学生のみ）

夜席の仲入り以降は幕見券（2,000円）を販売する場合がある。
全席自由席・支払いは現金のみ。
主任のチラシ・ハガキ等提示・「東京かわら版」提示による割引（一般料金より200円引）がある。

## 鈴本演芸場で初高座を踏んだ落語家
- 桂歌丸
- 桂ひな太郎
- 柳家さん福
- 桂扇生
- 三遊亭萬窓
- 柳家一琴
- 入船亭扇辰
- 三遊亭金八
- 桃月庵白酒
- 鈴々舎美馬

## 主な出来事
- 1945年 - 東京大空襲で焼失。中央通りをはさんだ現在地の向かい側で屋根無しのよしず張りで仮営業し、その間に現在地に再建（椅子席で二階は桟敷）。
- 1950年3月 - 当時の当席三代目席亭・鈴木孝一郎が本牧亭を復興させ、三女の石井英子にその運営を任せた（1948年から仮営業していた）。
- 1951年頃 - 火災の為焼失。現在地に再建。
- 1952年 - 市川鈴本開場(千葉県市川市)[15]。2～3年後には主に大衆演劇場として使われるようになった[16]。
- 1957年 - 落語協会の定席興行のうち、7月下席昼の部で三遊亭歌奴（後の三代目三遊亭圓歌）が、10月中席昼の部で初代林家三平が、それぞれ当時二ツ目の立場で主任（トリ）を務めた。落語定席興行で二ツ目が主任を務めるのは極めて異例の出来事である[17]。
- 1971年 - 建て替え。現在の近代的なビル建築の寄席となった。
- 1982年 - 落語芸術協会3月中席で、当時二ツ目であった三遊亭小遊三が主任を務めた。二ツ目の主任は約25年ぶりで当時落語協会所属であった立川談志が「特別出演」している[18]。
- 1984年 - 落語芸術協会と絶縁。以後、落語協会の番組のみとなる。
- 2003年11月25日- 午前6時半、事務所内の応接間の延長コードがショートして絨毯に引火、5階・テナントフロアで火災が発生。清掃会社の社員1人が死亡。高座・客席・楽屋の被害はなし。当日から興行は休業。初席のある2004年1月のみ営業、以降3月まで休業した[19]。
- 2007年 - 150周年を迎え、1月31日に東京會舘で記念パーティが行われた。この席上で、席亭が2001年に死去した古今亭志ん朝から「古今亭志ん生」の名跡を預かっていると発言した[20]。
- 2012年8月 - ももいろクローバーZが「桃黒亭一門」と名乗って鈴本演芸場に出演し、落語を織り込んだ楽曲「ニッポン笑顔百景」を披露した[21]。歌手としては過去にディック・ミネが出演しており[22]、報道で謳われていた「歌手として初めての出演」は誤りである[注釈 5]。
- 2012年12月 - 1970年のビル建替工事から行方不明になっていた高座用の衝立を2011年の10月、五代目席亭の17回忌法要の時に入谷・正洞院で六代目席亭が発見。寄席も寺も代替わりをして、寺に衝立が存在する事実と理由をそれぞれ知らずにいた。寺から快諾を得て衝立は返還。12月上席から41年ぶりに高座に置かれるようになった。衝立の絵の作者は歌舞伎絵看板師の鳥居忠雅[23]。
- 2014年9月15日 - 「喜多八 十夜」公演中、柳家喜多八が「盃の殿様」を演じた直後に緞帳が落下。喜多八は事故の現場となった高座の上にいたが、喜多八・観客ともに怪我はなく[24][25]、翌日以降も緞帳を上げたままで公演は続行された[26]。安全が確認され、緞帳の昇降が再開されたのは10月28日だった[27]。
- 2020年 - 2019新型コロナウイルス感染症（COVID-19）予防に関する政府の緊急事態宣言とそれに伴う営業自粛要請を受け、3月28・29日、4月4日～6月30日は休席（休業)となった。
- 2021年1月 -  経営が赤字に転落。やむなく全員正社員だった従業員を解雇する。一部はアルバイトとして再雇用[28]。
- 2021年 - 新型コロナウイルス感染症拡大に伴う政府による緊急事態宣言が再発出されたことに伴い、2月1日より当面の間休席（休業）。3月下席より再開。
- また、正月二之席に出勤していた前座1名が1月17日に新型コロナウイルス陽性を示したため、共働する前座・お囃子にPCR検査を実施し他に前座3名が陽性を示したため、落語協会と協議の結果、1月18日より休席（休業）となる[29][30]。その後、20日に落語協会の演者2名（鈴々舎馬風・桃月庵白酒）の陽性が確認されたため、21日からの一月下席も休席（休業）が決定し、事実上の長期休業期間に入った（ただし、1月31日昼夜の余一会「春風亭一之輔 独演会」2月11日夜「古今亭菊之丞でじたる独演会」は開催、テレビ東京「開運！なんでも鑑定団」番組内「噺家のお宝特集」（2021年4月13日放送）は収録）[31]。
- その後、3月21日からの3月下席から興行を再開するが、4月以降は当面の間は昼の部のみの営業（夜の部は休席）とし、原則毎週月曜日を定休日（月曜が祝祭日に当たる日や特別興行などで営業する場合もあり）とした[32]。
- 2021年4月1日 - 鈴木敦が七代目席亭に就任[33][34]。鈴木敦は1982年東京都文京区湯島生まれ。初等部から大学まで青山学院を卒業。高校の同級生に立川小春志・田淵裕章[35]。大学卒業後、大手広告代理店に入社、東日本大震災時のテレビCMの差し替え業務などに携わる。2012年退社後鈴本演芸場入社[36]。
- 2022年 6月 - 通常の昼夜公演体制に戻る。ただし、月曜日定休（特別公演など除く）は継続。
- 2022年8月 - 2022年8月中席に出演中であった柳家三三が17日に[37]、三遊亭圓歌（4代目）が19日に[38]それぞれ新型コロナウイルス陽性であることが判明したが、楽屋内で濃厚接触者にあたる者はいないと判断。場内関連箇所を消毒の後、興行は通常どおり行った。
- 2023年4月 - 月曜公演が再開する。
- 2024年4月 - 株式会社となる[1][3]。

### 動画配信「鈴本演芸場チャンネル」
- 公演中止となった2020年6月の休席中の土日に、公演中止になった3月下席夜の部、4月中席～6月下席までの14興行昼夜15公演[注釈 6]を寄席興行そのままの形で無観客公演を行い、YouTubeの「鈴本演芸場チャンネル」で生配信後、7月末まで無料配信した。公演の仲入り（休憩）時には、鈴本演芸場・鈴木敦と出演者との客席でのトークを生配信。観客には公演再開後に500円引割引券として利用できる「芸人応援チケット」をチケットぴあを通じて1000円で販売した。

| 公演・生配信日 | 主任               | 当初の予定 | 備考                   |
| -------------- | ------------------ | ---------- | ---------------------- |
| 6月6日昼       | 古今亭菊之丞       | 4月下席昼  | 仲入トーク無し         |
| 6月6日夜       | 春風亭一之輔       | 4月下席夜  | 仲入トーク無し         |
| 6月7日昼       | （公演・配信無し） |            |                        |
| 6月7日夜       | 隅田川馬石         | 6月上席夜  |                        |
| 6月13日昼      | 林家正蔵           | 5月上席昼  |                        |
| 6月13日夜      | 柳家権太楼         | 5月上席夜  |                        |
| 6月14日昼      | 春風亭一朝         | 6月中席昼  |                        |
| 6月14日夜      | 入船亭扇辰         | 6月中席夜  |                        |
| 6月20日昼      | 春風亭一左         | 3月下席夜  | 真打昇進襲名披露口上有 |
| 6月20日夜      | 三遊亭志う歌       | 3月下席夜  | 真打昇進襲名披露口上有 |
| 6月21日昼      | 柳家小ゑん         | 4月中席昼  |                        |
| 6月21日夜      | 金原亭馬玉         | 4月中席夜  |                        |
| 6月27日昼      | 古今亭志ん輔       | 5月中席昼  |                        |
| 6月27日夜      | 桃月庵白酒         | 5月中席夜  |                        |
| 6月28日昼      | 柳家喬太郎         | 5月下席昼  |                        |
| 6月28日夜      | 金原亭馬治         | 5月下席夜  |                        |

- 2021年4月25日に発出された3回目の緊急事態宣言に対し、引き続き感染防止策を続けた上の営業を決めていたが、都の要請を受け5月1日から11日まで休業。急きょYouTubeチャンネルを立ち上げた浅草演芸ホールと共に[注釈 7]落語協会5月上席の公演を5月31日まで緊急無料生配信、客席には従業員などを置いた。また、再度、芸人応援チケットを浅草演芸ホールの分も含めてオンライン販売した。

| 公演・生配信日 | 主任         | 備考                                                   |
| -------------- | ------------ | ------------------------------------------------------ |
| 5月3日昼       | 春風亭一之輔 | 林家正蔵の代演／中入りトークゲスト・春風亭一之輔       |
| 5月3日夜       | 柳家権太楼   | トリネタ出し「百年目」／中入りトークゲスト・柳亭こみち |

## 上野街笑賑
正式名称は「百日寄席 上野 街笑賑」。落語協会主催公演。2021年5月～6月の寄席支援プロジェクトクラウドファンディング「寄席の危機に想いを寄せて」感謝公演。基本的に夜の部において行われている（主任は原則として「ネタ出し」）。2022年5月下席を最後に終了し、通常の公演体制に戻った。

### 2021年
| 公演           | 主任               | 演目 | 番組                                                                                             |
| -------------- | ------------------ | --- | ------------------------------------------------------------------------------------------------ |
| 十一月上席前半 | 三代目柳家小満ん   | 寝床 （11月2日） 笠碁 （11月3日） 猫の災難 （11月4日） 居残り佐平次 （11月5日）                           | 柳亭市弥 三遊亭吉窓 笑組 柳家一九 六代目三遊亭圓窓柳家小平太 柳家亀太郎 三代目柳家小満ん         |
| 十一月上席後半 | 七代目むかし家今松 | 三井の大黒 （11月6日） らくだ （11月7日） 質屋蔵 （11月9日） 茶の湯 （11月10日）                          | 入船亭小辰 柳家小八 伊藤夢葉 古今亭志ん丸 柳家小里ん五代目柳家小せん 林家楽一 七代目むかし家今松 |
| 十一月中席前半 | 三代目古今亭圓菊   | ラーメン屋（11月11日） くしゃみ講釈 （11月12日） 不動坊 （11月13日） 掛け取り （11月14日）                | 古今亭菊千代 古今亭菊寿 マギー隆司 古今亭菊龍 古今亭志ん彌古今亭菊春 江戸家小猫 三代目古今亭圓菊 |
| 十一月中席後半 | 三遊亭萬窓         | 甲府い （11月16日） 藪入り （11月17日） お藤松五郎 （11月18日） 火事息子 （11月19日） 百年目 （11月20日） | 林家あんこ 柳家燕弥 ホンキートンク 三遊亭ときん 林家時蔵三遊亭彩大 林家あずみ 三遊亭萬窓         |
| 十一月下席前半 | 入船亭扇好         | 笠碁 明烏 紫檀楼古木（入船亭扇辰代演） 井戸の茶碗                                                         | 三遊亭伊織 柳家喬志郎 青空一風・千風 柳家我太楼 林家錦平林家ひろ木 鏡味仙志郎・仙成 入船亭扇好   |
| 十一月下席後半 | 柳家小三太         | 幇間腹 （11月26日） 万金丹 （11月27日） 佐野山 （11月28日）                                               | 柳家小もん 柳家さん福 四代目三遊亭圓歌 ニックス 柳家小団治初音家左橋 三増紋之助 柳家小三太       |
| 十二月上席前半 | 林家正雀           | 紙屑屋 （12月1日） らくだ （12月2日） 掛け取り （12月3日） 男の花道 （12月4日） 笠と赤い風車 （12月5日）  | 林家彦三 古今亭志ん雀 翁家社中 入船亭扇里 林家鉄平三代目桂文雀 ぺぺ桜井 林家正雀                 |
| 十二月上席後半 | 柳家小袁治         | 御神酒徳利 （12月7日） 穴泥 （12月8日） 鼠穴 （12月9日） 死神 （12月10日）                                | 柳亭市好 柳家権之助 ストレート松浦 五代目柳家小志ん 柳家〆治柳家㐂三郎 のだゆき 柳家小袁治       |

### 2022年
1月21日に東京都にまん延防止等重点措置が発出されたため、感染症拡大防止の観点から1月22日（1月下席2日目）より当面の間中止が決定し、その後3月下席から再開した。5月上席夜の部は通常興行の為、「百日寄席 上野街笑賑」としては行われていない。
| 公演             | 主任               | 演目 | 番組 |
| ---------------- | ------------------ | --- | --- |
| 三月下席前半昼席 | 三代目桂文生       | お見立て （3月21日） 馬の田楽 （3月22日） 一人酒盛 （3月23日） 蒟蒻問答 （3月24日） 寝床 （3月25日）                  | 春風亭㐂いち 三遊亭丈助 ロケット団 三遊亭歌扇 橘家富蔵十一代目柳家小きん 鏡味仙志郎・仙成 三代目桂文生                                                                      |
| 三月下席後半昼席 | 金原亭馬遊         | 妾馬 （3月26日） 試し酒 （3月27日） 干物箱 （3月29日） 笠碁 （3月30日）                                               | 橘家文吾 林家久蔵 松旭斉美智・美登 桂文ぶん 柳家福治四代目柳家三語楼 柳家小菊 金原亭馬遊                                                                                    |
| 四月上席前半     | 二代目金原亭馬の助 | 佐野山 （4月1日） 井戸の茶碗 （4月2日） お見立て （4月3日） 茶金 （4月5日）                                           | 金原亭馬太郎 四代目桂右女助 とんぼ・まさみ 川柳つくし 金原亭龍馬柳家勧之助 ダーク広和 二代目金原亭馬の助                                                                    |
| 四月上席後半     | 柳家一琴           | 鼠穴 （4月6日） 片棒 （4月7日） 矢橋船 （4月8日） 妾馬 （4月9日） 寝床 （4月10日）                                    | 柳家小はだ 三遊亭れん生 ホームランたにし 古今亭駒子 桂やまと春風亭一左 アサダ二世 柳家一琴                                                                                  |
| 四月中席前半     | 三代目八光亭春輔   | 鹿政談 （4月12日） ねずみ （4月13日） 七段目 （4月14日） 鰍沢 （4月15日）                                             | 入船亭遊京 林家たこ蔵 翁家勝丸 三遊亭窓輝 柳家さん喬三遊亭金八 林家二楽 八光亭春輔                                                                                          |
| 四月中席後半     | 神田茜             | 初恋エンマ （4月16日） エリザベスひとし （4月17日） あちらかしら （4月19日） 冬のぼたんどうろう-お札貼り- （4月20日） | 林家きよ彦 林家やま彦 （やま彦・きよ彦交互出演） 弁財亭和泉 ジキジキ 夢月亭清麿 三遊亭丈二林家きく麿 三遊亭白鳥 柳家わさび （きく麿・白鳥・わさび交互出演） 翁家和助 神田茜 |
| 四月下席前半     | 柳家さん八         | 短命 （4月21日） 転宅 （4月22日） 辰巳の辻占 （4月23日） 厩火事 （4月24日）                                           | 柳家さん光 柳家さん助 ふるさとコンビ 鈴々舎馬桜 林家種平三遊亭歌橘 おしどり すず風にゃん子・金魚 (おしどり・すず風にゃん子・金魚交互出演) 柳家さん八                        |
| 四月下席後半     | 桂ひな太郎         | 酢豆腐 （4月26日） 船徳 （4月27日） 三方一両損 （4月28日） 抜け雀 （4月29日） 化け物使い （4月30日）                  | 春風亭朝枝 五代目桂三木助 丸山おさむ 六代目春風亭柳朝 柳家三之助二代目林家三平 林家ペー 桂ひな太郎                                                                          |
| 五月中席前半昼席 | 五代目三遊亭金馬   | 青菜 （5月11日） 鰻の幇間 （5月12日） 一人酒盛 （5月13日） 不孝者 （5月14日） 甲府い （5月15日）                      | 柳亭市寿 橘家圓十郎 笑組 入船亭扇治 林家しん平古今亭菊太楼 ストレート松浦 五代目三遊亭金馬                                                                                  |
| 五月中席後半昼席 | 三代目柳家甚語楼   | 鰻の幇間 （5月17日） 妾馬 （5月18日） お見立て （5月19日） 子は鎹 （5月20日）                                         | 三遊亭歌彦 六代目玉屋柳勢 柳家小菊 柳家小傳次 三遊亭志う歌四代目入船亭扇蔵 伊藤夢葉 三代目柳家甚語楼                                                                        |
| 五月下席前半昼席 | 十一代目金原亭馬生 | 抜け雀 （5月21日） 井戸の茶碗 （5月22日） 笠碁 （5月24日） 居残り佐平次 （5月25日）                                   | 金原亭馬太郎 柳家風柳 ホンキートンク 金原亭馬治 古今亭菊丸六代目古今亭志ん橋 翁家勝丸 十一代目金原亭馬生                                                                    |
| 五月下席後半昼席 | 柳家小里ん         | 五人廻し （5月26日） 笠碁 （5月27日） 試し酒 （5月28日） お化け長屋 （5月29日）                                       | 三遊亭ぐんま 春風亭朝枝 （ぐんま・朝枝交互出演） 林家はな平 ロケット団 柳家さん花 入船亭扇辰柳家海舟 マギー隆司 柳家小里ん                                                  |

## アクセス
- 東京メトロ銀座線「上野広小路駅」A3出口より徒歩1分
- JR「御徒町駅」北口より徒歩5分
- 都営地下鉄大江戸線「上野御徒町駅」A3出口より徒歩5分
- 東京メトロ千代田線「湯島駅」2番出口より徒歩8分
- 東京メトロ日比谷線「仲御徒町駅」4番出口より徒歩10分
- 京成電鉄本線「京成上野駅」より徒歩8分

## その他
- 当演芸場のウェブサイトのアドレスは「rakugo.or.jp」を使用している。都内の寄席4席では唯一、公式サイトのアドレスに建物名を使用していない。
- 場内では飲食（酒類含む）が可能。
- 出演者名の木戸札とめくりを書いているのは、寄席文字橘流の橘右橘[40]。
- 席亭・鈴木家の菩提寺の墓の隣には、江戸・明治時代に演芸場で働いていた身寄りのない人を葬った墓がある[28]。
- 客席案内などをする接客係は、早番（昼席担当）・遅番（夜席担当）・昼夜通し勤務の三シフトを輪番でこなしている[41]。
- 2006年、演芸場入口でTOWER RECORDS『NO MUSIC,NO LIFE』のポスターが撮影された。出演は高田文夫・サンボマスター[42]。
- 2011年、ユニクロとの企業コラボとして鈴本演芸場Ｔシャツ(メンズサイズ）を全国のユニクロ店舗で発売[43]。色は紺とオリーブ(上野のユニクロ2店限定色)[44]。演芸場でのＴシャツの販売はなかったが、同年５月から９月までコラボＴシャツで来場した観客対象の割引を実施した[44]。
- 2014年、ナオト・インティライミ『LIFE』のPVが演芸場高座で撮影されている。所作指導・共演は春風亭一之輔。
- 2019年のNHK大河ドラマ「いだてん ～東京オリムピック噺～」第22回「ヴィーナスの誕生」に、三代目席亭の鈴木孝一郎が登場した[注釈 19]。演じたのは中村育二。また、映画「落語物語」（林家しん平監督、2011年）では、三遊亭歌司が「鈴本演芸場 席亭」役を演じている。
- 2017年11月9日[45]、六代目古今亭志ん橋より、五代目古今亭志ん生襲名披露の時に実際に高座の後ろに飾られた後ろ幕の寄贈を受けた[46]。当時後ろ幕の生地を贈ったのは宇野信夫、絵は鴨下晁湖。この後ろ幕は「いだてん～東京オリムピック噺～」第38回「長いお別れ」で用いられた。
- 市川鈴本は、上野鈴本による経営の為、寄席としてはしっかりしていたが、出演者が郊外への移動に二の足を踏んで高座を休むことが多くなり、結果として客足が落ち、大衆演劇の場に変わっていった[16]。

## 出演・記事など
当項目の本文・脚注に記載のないもの。

### 鈴木敦（席亭）
鈴本演芸場席亭として
- 伊藤史隆のラジオノオト（ABCラジオ） - ゲスト（2022年5月5日）
- ラジオ深夜便（NHKラジオ）-「にっぽんの音（大蔵基誠）」- ゲスト（2022年8月22日、恩田えりと共に）
- 日本100年遺産〜未来へ贈る老舗物語  「笑いの灯を守り続けて 東京・上野」（NHKBSP4K・BS、2025年3月）